# Casas de Ves
Casas de Ves è un comune spagnolo situato nella comunità autonoma di Castiglia-La Mancia.